# Laskowiec (powiat moniecki)
Laskowiec – wieś w Polsce położona w województwie podlaskim, w powiecie monieckim, w gminie Trzcianne. Wieś leży w otulinie Biebrzańskiego Parku Narodowego.
Według Powszechnego Spisu Ludności z 1921 roku wieś zamieszkiwało 238 osób, wśród których 226 było wyznania rzymskokatolickiego, a 12 mojżeszowego. Jednocześnie 226 mieszkańców zadeklarowało polską przynależność narodową a 12 żydowską. Było tu 45 budynków mieszkalnych.
13 lipca 1943 wieś została spacyfikowana przez funkcjonariuszy SS i niemieckiej żandarmerii w odwecie za akcje Uderzeniowych Batalionów Kadrowych. 30 ujętych podczas obławy mieszkańców zabrano na tzw. Łysą Górę i rozstrzelano. W tej samej egzekucji zamordowano także 28 mieszkańców Zawad.
W latach 1954–1972 wieś należała i była siedzibą władz gromady Laskowiec. W latach 1975–1998 miejscowość administracyjnie należała do województwa białostockiego.
Laskowiec jest siedzibą rzymskokatolickiej parafii Najświętszego Serca Pana Jezusa w Laskowcu. We wsi znajduje się stary, dziś już nie używany, drewniany kościół i nowy, murowany, pod wezwaniem Najświętszego Serca Jezusowego.